# 分流器
分流器是在電路中用來提供低阻抗路徑的元件。常見的用途是將電流從系統或電子零件中導出，讓系統或零件不會過電流。若分流器是使用電阻元件（分流電阻，shunt電阻），根據歐姆定律，分流電阻兩端的電壓和其電流成正比，因此可以作為電流量測用。
分流器常用在電力系統、電子量測系統、汽車以及船舶應用中。

## 損壞設備的旁路元件
考慮各個燈泡串聯的微型聖誕燈，若其中一個燈泡燒斷了，其他的燈泡都無法流通電路，電壓會跨在此燈泡的兩端。若聖誕燈中將燈泡分為幾段串聯的燈泡組，每一段燈泡組都分別和分流電阻並聯，若燈泡燒斷了，電流仍可以由分流電阻通過，讓其他部份的燈泡可以點亮。

## 避雷器
內部填充氣體的氣體放電器也可以做為分流器，常用在避雷器中。避雷器一端連接天線，另一端連接接地，其中會填充氖氣或是其他高崩潰電壓的稀有气体，一般情形下電流不會流經避雷器。但閃電（多半是從電波塔的天線接收到）的高電壓會讓氣體放電器中產生电弧，使大量的電流經由避雷器流到接地，以保護收發器以及其他的設備。

## 電氣雜訊的旁路
電路中的電容器也常作為分流器，讓高頻的雜訊可以經電容器流到接地，不會流到負載或是擴散到電路中其他的元件。

## 應用在電子濾波電路中
「分流」（shunt）一詞也用在电子滤波器或是其他使用梯形网络（Ladder network）的電路中，是指連接在信號端和接地端之間的零件。和分流零件相對的，就是在串聯在信號線上的零件。更通用的來說，「分流」（shunt）也可以指彼此並聯的零件。例如，分流m衍生半區（shunt m-derived half section）是阻抗匹配濾波器設計法中，常用的濾波器區塊。

## 用二極體當分流
若元件容易被信號或是電源的負電壓所破壞，可以用二極體來保護這類電路。二極體若和電路串聯，可以避免負電流，但若和電聯並聯，就可以分流負相的電源，讓保險絲或是其他限電流裝置導通。
所有半導體的二極體都有閾值電壓，一般會在0.5 V到1 V之間，若在順向通過大量電流，電壓一定會超過閾值電壓。二個反向並聯的二極體分別讓二個方向的電流可以導通，但會將電壓限制在閾值電壓以內，避免其零件過負載。

## 電路保護用的分流器
若有些電路的失效模式和電源過電壓有關，而電源有可能會過電壓，可以用撬棍電路來保護電路避免過電壓。若撬棍電路偵測到過電壓，會在電源端以及回流端之間短路，因此會造成電壓的突降（因此可保護電路），另外會在短路路徑產生大電流，觸發其他電流敏感的裝置（例如保險絲或是斷路器）。此電路稱為「撬棍電路」的原因是因為其效果類似將鐵撬掉到裸露的电力母线，使其和其他電路短路，造成電壓突降一樣。

## 接戰短路
戰艦會在要接戰時，在關鍵設備的保險絲上安裝接戰短路。此時不適合移除設備的電源，因此接戰短路會關閉過電流保護機能。

## 電流量測上的應用

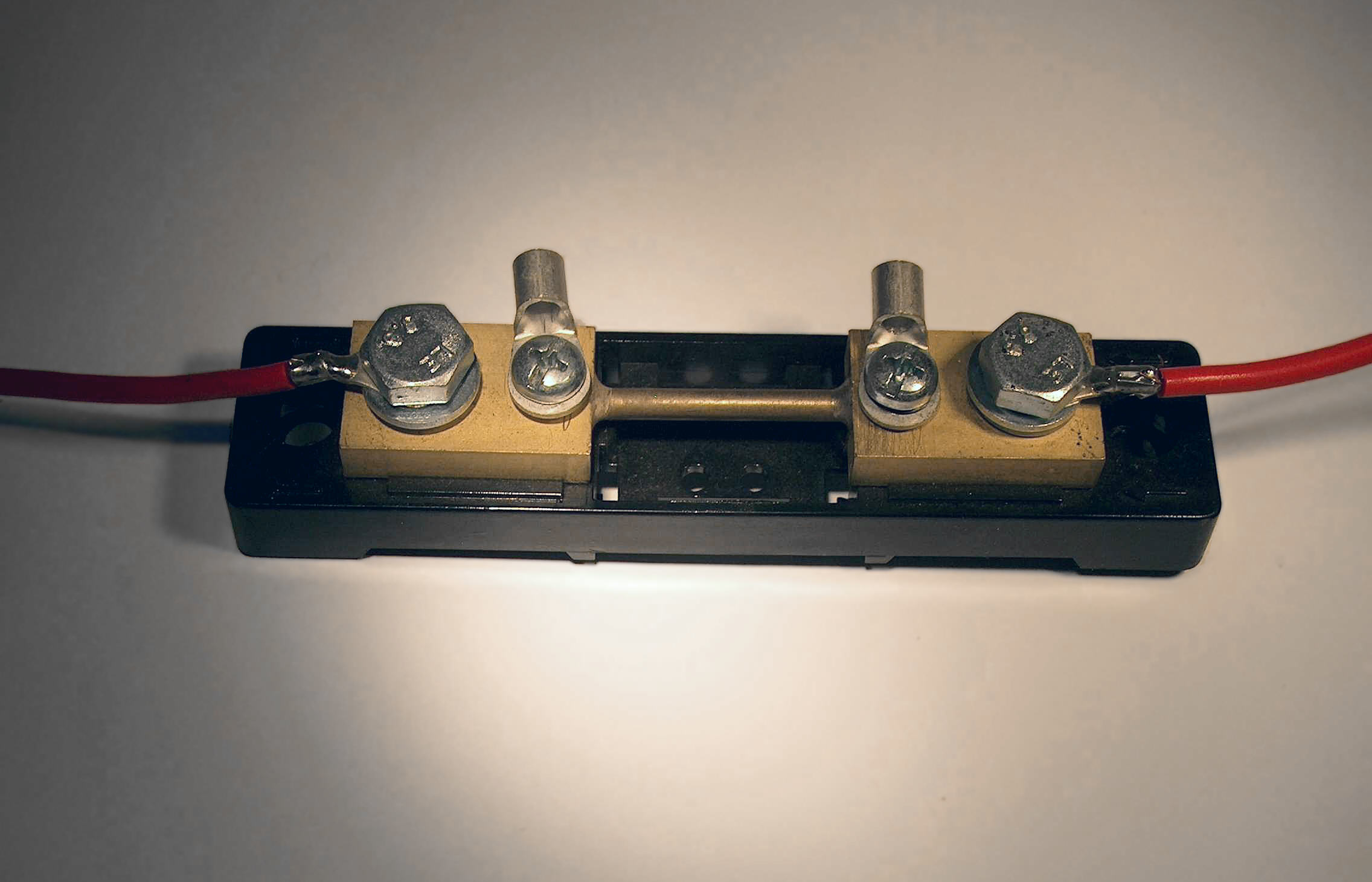
50A的shunt電阻，有四端点测量技术所需的端子

电流量測shunt電阻是用來量測電流較大，丕適合直接用电流表量測的電路。此時會使用阻值很小，但其阻值己知，且很精確的電阻器，再用电压表與其並聯，基本上所有的電流會流經電阻器（假設電壓表的內阻夠大，流經電壓表的電流比例很少，基本上可以省略）。電阻器的阻值要大到讓電阻器兩端的電壓降夠大可以量測，但又不要大到破壞電路原有功能的程度。電阻器兩端的電壓和流經的電流成正比，因此可以用其電壓等比例換算成電流。
shunt電阻的規格是以其最大電流以及其最大電流下的電壓降為準。例如，500 A，75 mV的shunt電阻，其阻值會是150 微歐姆，最大允許500安培流經shunt電阻，對應的電壓降是75毫伏特。按照慣例，shunt電阻會設計成在甚額定電流下，電壓降會是50 mV、75 mV或是100 mV，而大部份的電流表會包括一個shunt電阻以及電壓表，額定電流下的shunt電阻電壓降分別是50 mV、75 mV及100 mV。所有的shunt電阻會有連續使用（超過二分鐘）的降額定係數，最常見的是66%，因此上例中的shunt電阻應該使用在電流330 A（對應電壓降50 mV）以下的應用。
降額定限制的原因是因為溫昇的考量，溫度過高時會讓shunt電阻無法正常工作。例如常見的shunt電阻材料錳銅，在80 °C時開始會有熱漂移（thermal drift）的問題，到120 °C 時，熱漂移會成為明顯的問題，依shunt電阻的設計不同，誤差值可能會到幾個百分比的程度。140 °C時，錳銅合金會因為內部的退火效應造成其阻值永久性的偏差。
若直接用shunt電阻量測電流，shunt電阻上的高電位也會在量測電路上出現。有時會將shunt電阻放在要接到接地端的回路路徑上，以避免此問題。其他shunt電阻的替代方案不會直接用電壓表連接高壓電路，因此可以有絕緣的效果，這類的元件像是霍爾效應（Hall effect）電流感測器以及電流傳感器。shunt電阻的優點是價格霍爾效應元件便宜，精度也比較好。
Thomas型的雙錳銅壁shunt電阻，以及MI型（改良版的Thomas型設計）曾是國家標準技術研究所以及其他標準實驗室用來作為歐姆的法定參考標準，直到1990年代被量子霍尔效应取代為止。Thomas型shunt電阻仍是非常精準電流量測的第二標準,因為量子霍尔效应相當的耗時間。這類shunt電阻的精度是及每一年電阻值飄移的ppm來計算，飄移值也有可能到ppm以下。
若電路一端接地，電流量測可以在其接地端量測，也可以在其非接地端量測。非接地端的shunt電阻對接地點可能有很高的電位
，因此在電路中需將量測設備或量測電路對接地點隔離，或是用電阻式分壓器或是隔離放大器連接高電位的shunt電阻，以及較低電位上的量測電路。在接地端量測的shunt電阻不會偵測到漏電流，但其優點是沒有非接地端量測的高電位問題。不過在接地路徑上有較大的負載，會對控制電路造成其他的問題，或是產生不希望出現的輻射雜訊

接地端shunt電阻量測可以消除共模電壓，不過有其他問題
非接地端shunt電阻量測不會造成控制電路問題以及輻射雜訊，但有共模電壓
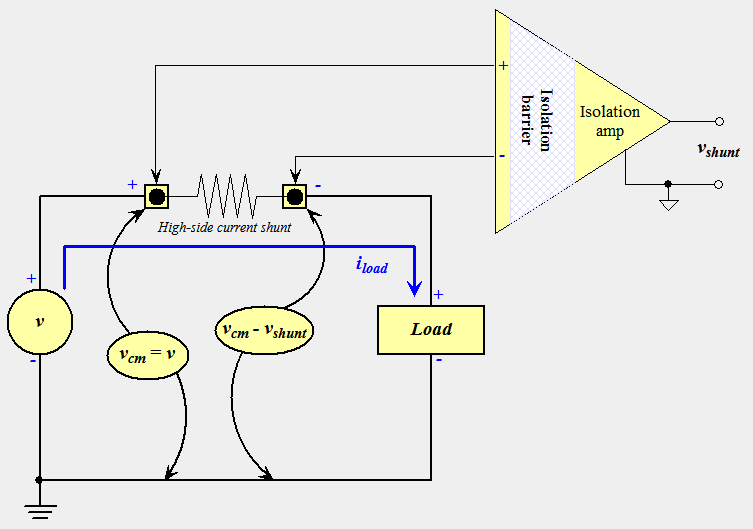
隔離放大器（英语：isolation amplifier）可以克服接地端shunt電阻量測以及非接地端shunt電阻量測的問題

## 外部連結
- 维基共享资源上的相關多媒體資源：分流器